# Konstantín Pangalo
Konstantín Ivánovich Pangalo (o Konstantin Iwanowitsch Pangalo, cirílico Константин Иванович Пангало), * 1883 –1965) fue un botánico ruso.
- La abreviatura «Pangalo» se emplea para indicar a Konstantín Pangalo como autoridad en la descripción y clasificación científica de los vegetales.[1]

Existen 33 registros de sus identificaciones y clasificación de especies nuevas.